# Клютсе, Квасси
Квасси Клютсе (фр. Kwassi Klutse; 29 июля 1945, Того — 19 мая 2024) — тоголезский политик, премьер-министр Того с 20 августа 1996 по 21 мая 1999 года.

## Биография
Клютсе родился 29 июля 1945 года в Агбелуве, Того. После работы чиновником в Министерстве планирования с 1977 по 1995 год, 29 ноября 1995 года он был назначен в правительство премьер-министра Эдема Коджо министром планирования и территориального развития. Впоследствии, на дополнительных выборах, которые проводились в округах, где результаты парламентских выборов 1994 года были аннулированы, Объединение тоголезского народа президента Гнассингбе Эйадемы победило на карту поставлены все три избирательных округа, что даст ей и её союзникам парламентское большинство и позволит сформировать новое правительство. Затем Эйадема назначил Клютсе премьер-министром.
19 августа 1998 года Эйадема принял отставку Клютсе и его правительства, но 20 августа он повторно назначил Клютсе возглавить новое правительство, которое было создано 1 сентября. Оппозиция отказалась участвовать в этом правительстве, и Клютсе, выступая по телевидению, «сожалеет, что искренняя и братская рука, протянутая президентом, не была принята лидерами партии оппозиции».
На парламентских выборах в марте 1999 года Клютсе был избран в Национальное собрание. Он и его правительство подали в отставку 17 апреля 1999 года, Эйадема принял отставку, и правительство Клютсе временно оставалось у власти в качестве временного управляющего.
Клютсе был переизбран в Национальное собрание на парламентских выборах в октябре 2002 года.
На парламентских выборах в октября 2007 года был вторым кандидатом в списке ОТН в префектуре Зио, но потерпел поражение; все три кресла мандата получил оппозиционный Союз сил за перемены.
Скончался утром 19 мая 2024 года на 79-м году жизни.